# Aulo Licínio Árquias
Aulo Licínio Árquias (em latim: Aulus Licinius Archias, em grego clássico: Ἀρχίας) foi um poeta grego, que floresceu c. 120 – 61 a.C.

## Biografia
Árquias nasceu em Antioquia na Síria (atual Antáquia na Turquia). Em 102 a.C. sua fama já era conhecida, especialmente como um improvisador. Viajou para Roma, onde foi bem recebido pelas mais ricas e influentes famílias. Seu principal patrono foi Lúculo, cujo nome gentio ele assumiu.
Em 93 a.C., visitou a Sicília com seu patrono. Na ocasião recebeu a cidadania romana de Heracleia, uma das cidades federadas e, indiretamente, pelas disposições da Lex Papiria Plautia, a de Roma. Em 62 a.C., foi acusado por um certo Gratio de ter obtido a cidadania ilegalmente; e Cícero defendeu-o com sucesso em seu discurso Pro Archia poeta. Este discurso, que fornece quase toda a informação relativa a Árquias, afirma que ele havia comemorado os feitos de Caio Mário e de Lúculo nas Guerras Mitridáticas e contra os cimbros, e que ele estava envolvido na criação de um poema sobre os acontecimentos ocorridos durante o consulado de Cícero.
A Antologia grega contém trinta e cinco epigramas sob o nome de Árquias, mas existem dúvidas de quantos deles seriam realmente oriundos de seu trabalho.